# Hydromanicus asor
Hydromanicus asor är en nattsländeart som beskrevs av Malicky 1993. Hydromanicus asor ingår i släktet Hydromanicus och familjen ryssjenattsländor. Inga underarter finns listade i Catalogue of Life.